# Göriach
Göriach é um município da Áustria, situado no distrito de Tamsweg, no estado de Salzburgo. Tem 44,1 km² de área e sua população em 2019 foi estimada em 345 habitantes.